# Argenton-sur-Creuse
Argenton-sur-Creuse település Franciaországban, Indre megyében. Lakosainak száma 4817 fő (2022. január 1.). Argenton-sur-Creuse Ceaulmont, Celon, Le Pêchereau, Saint-Marcel, Thenay és Vigoux községekkel határos.

## Népesség
A település népességének változása:
| Lakosok száma | 6400 | 5848 | 5193 | 5185 | 5039 | 4954 | 4927 | 4880 | 4865 | 4817 |
|               | 1968 | 1982 | 1990 | 2006 | 2013 | 2015 | 2017 | 2019 | 2020 | 2022 |